# James DuMont
James Dumont (nascido em 12 de agosto de 1965) é um ator e produtor estadunidense.
A carreira de Dumont inclui um papel em Enemies Among Us, onde contracenou com Eric Roberts e Billy Zane. Dumont já atuou também em vários programas de TV, como House MD e mais recentemente Treme. Principais filmes Dumont atuou em são  Catch Me if You Can, S.W.A.T. e Speed.